# Yoshihisa Yamamoto

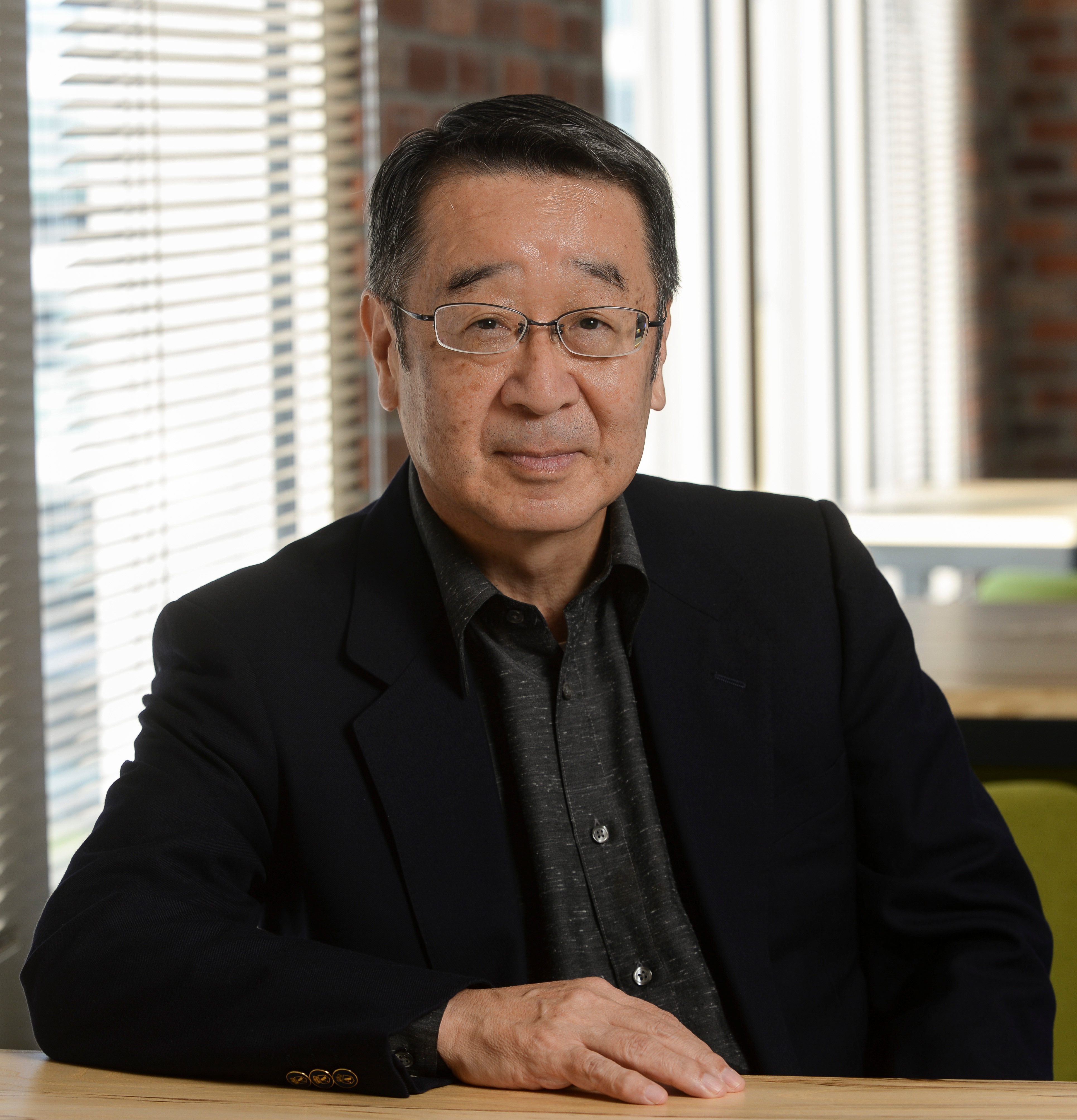
Yoshihisa Yamamoto 2020

Yoshihisa Yamamoto (japanisch 山本 喜久, Yamamoto Yoshihisa; * 21. November 1950 in Tokio, Japan) ist ein japanischer Physiker, Ingenieur und Hochschullehrer. Er ist emeritierter Professor an der Stanford University und am National Institute of Informatics in Tokio. Er leitete mehr als 30 Jahre lang Forschungslabore mit den Schwerpunkten Quantenoptik und Quanteninformationsverarbeitung.

## Leben und Werk
Yamamoto studierte am Tokyo Institute of Technology, wo er 1973 seinen Bachelor-Abschluss erhielt. Er setzte sein Studium an der Universität Tokio fort, wo er 1975 seinen Master-Abschluss erwarb und 1978 bei Hisayoshi Yanai promovierte. Von 1978 bis 2003 arbeitete er bei den Nippon Telegraph and Telephone (NTT) Corporation Basic Research Laboratories in Tokio. Von 1992 bis zu seiner Emeritierung 2013 war er Professor für angewandte Physik und Elektrotechnik an der Stanford University und von 2003 war er außerdem bis zu seiner Emeritierung 2014 Professor am Nationalen Institut für Informatik in Tokio. Von 2013 bis 2014 war er bei Mitglied des Lenkungsausschusses bei dem japanischen Forschungsinstitut RIKEN. 2019 wurde er Gründungsdirektor der NTT PHI Labs im kalifornischen Silicon Valley.
Seine Forschung hat dazu beigetragen, die Kommunikations- und Informationsverarbeitung auf der Grundlage der Eigenschaften der Quantenphysik voranzutreiben. 2005 erhielt er den Japanische Ehrenmedaille am Violetten Band von Kaiser Akihito in einer Zeremonie im Kaiserpalast in Tokio. Damit wurde er für seine „herausragenden wissenschaftlichen Leistungen“ ausgezeichnet, namentlich die erstmalige Erzeugung von gequetschtem Licht und Ein-Photon-Zuständen mittels Halbleiterelementen, seinen Vorschlag und Realisierung von zerstörungsfreien Quantenmessungen (QND Messungen), seine Arbeiten zur Anpassung der Emissionseigenschaften von Quantenpunkten durch Kopplung an Mikroresonatoren sowie seine Beiträge zur Quantenkryptographie mit Einzelphotonen.
Der Schwerpunkt seiner Forschung liegt auf der physischen Implementierung von Quanteninformationsverarbeitungssystemen. Für seine Forschungsergebnisse erhielt er eine Reihe von Auszeichnungen, unter anderem den Okawa Prize und den Quantum Electronics Award. Er ist Inhaber zahlreicher Patente auf mit seinen Forschungsgruppen gemachte Erfindungen.
Er war als Gastwissenschaftler tätig 1982 am Massachusetts Institute of Technology, 1985 am Royal Institute of Technology in Schweden und 1989 bei den AT & T Bell Laboratories in den USA.

## Mitgliedschaften
- Optical Society of America
- American Physical Society
- Japan Society of Applied Physics

## Auszeichnungen
- 1985: Achievement Award der IECE von Japan
- 1992: Nishina-Preis
- 1992: Zeiss Research Award
- 1995: Stipendium der Optischen Gesellschaft von Amerika
- 1995: Forschungsauszeichnung, japanisches Ministerium für Wissenschaft und Technologie
- 2000: Quantum Electronics Award
- 2005: Matsuo Science Prize
- 2005: Purple Ribbon
- 2005: Commentary Paper Award, Japanische Gesellschaft für Angewandte Physik
- 2006: Shida Rinzaburo Prize
- 2007: Fellowship der American Physical Society
- 2010: Hermann Anton Haus Lecturer, MIT
- 2011: The Okawa Prize, The Okawa Foundation for Information and Telecommunications
- 2022: Willis-E.-Lamb-Preis

Quelle:

## Veröffentlichungen (Auswahl)
- mit Kouichi Semba: Prinzipien und Methoden der Quanteninformationstechnologien, 2016, ISBN 978-4-431-55756-2
- mit Atac Imamoglu: Mesoscopic Quantum Optics, 1999, ISBN 978-0-471-14874-6
- N. Imoto, H.A. Haus, Y. Yamamoto: Quantum nondemolition measurement of the photon number via the optical Kerr effect. In: Phys. Rev. A. Band 32, 1985, S. 2287, doi:10.1103/PhysRevA.32.2287.
- Y. Yamamoto, S. Machida, Y. Itaya: Observation of amplitude squeezing in a constant-current–driven semiconductor laser. In: Phys. Rev. Lett. Band 58, 1987, S. 1000, doi:10.1103/PhysRevLett.58.1000.
- A. Imamoglu, R. J. Ram, S. Pau, Y. Yamamoto: Nonequilibrium condensates and lasers without inversion: Exciton-polariton lasers. In: Phys. Rev. A. Band 53, S. 4250, doi:10.1103/PhysRevA.53.4250.
- C. Santori, D. Fattal, J. Vučković und G. S. Solomon, Y. Yamamoto: Indistinguishable photons from a single-photon device. In: Nature. Band 419, 2002, S. 594–597, doi:10.1038/nature01086.
- Edo Waks et al.: Quantum cryptography with a photon turnstile. In: Nature. Band 420, 2002, S. 762, doi:10.1038/420762a.
- H. Deng, G. Weihs, C. Santori, J. Bloch, Y. Yamamoto: Condensation of Semiconductor Microcavity Exciton Polaritons. In: Science. Band 298, Nr. 5591, 2002, S. 199–202, doi:10.1126/science.1074464.
- J. Vučković, Y. Yamamoto: Photonic crystal microcavities for cavity quantum electrodynamics with a single quantum dot. In: Appl. Phys. Lett. Band 82, 2003, S. 2374, doi:10.1063/1.1567824.
- D. Press, T. D. Ladd, B. Zhang, Y. Yamamoto: Complete quantum control of a single quantum dot spin using ultrafast optical pulses. In: Nature. Band 456, 2008, S. 218–221, doi:10.1038/nature07530.
- Kristiaan De Greve et al.: Quantum-dot spin–photon entanglement via frequency downconversion to telecom wavelength. In: Nature. Band 491, 2012, S. 421–425, doi:10.1038/nature11577.